# Беннике, Нильс
Нильс Беннике (дат. Niels Bennike; 6 августа 1925, Фредериксберг — 8 марта 2016, Хольте, Ховедстаден) — датский футболист, полузащитник. В 1947—1950 годах выступал в сборной Дании.

## Клубная карьера
Известен по играм за «КБ», СПАЛ, «Дженоа» и «Нанси».
Был замечен скаутом феррарского клуба Паоло Маццей в 1950 году, когда функционер находился с визитом в Дании. На тот момент Нильс выиграл в составе копенгагенского «КБ» три чемпионских титула.
Вскоре перспективный игрок дебютировал в основном составе «бело-голубых» в матче Серии В. Его игра в том сезоне помогла СПАЛу впервые в командной истории пробиться в Серию А. За время выступления во второй по силе итальянской лиге (33 матча) датчанин отметился 15 результативными действиями. 9 сентября 1951 года Беннике забил свой первый гол в высшем итальянском дивизионе, с пенальти поразив ворота туринского «Ювентуса» и принеся тем самым своему клубу первую победу в Серии А. Суммарно в элитной лиге Нильс провёл за феррарскую команду 89 матчей, отличившись при этом 13 раз.
В 1953 году ему поступило предложение о контракте из «Дженоа», которое он принял после некоторых размышлений. В футболке генуэзцев игрок провёл 26 матчей, забив 5 мячей.
В 1954—1955 годах полузащитник выступал во французской Лиге 1 в составе «Нанси» (3 гола в 15 играх), после чего принял решение о завершении карьеры.
Скончался 8 марта 2016 года в Копенгагене в возрасте 90 лет.

## Карьера в сборной
В течение 1945—1947 годов Беннике вызывался в расположение молодежной сборной Дании, в составе которой провел 3 встречи и забил 1 гол. В 1947—1950 годах футболист провёл 7 матчей в главной команде страны, не отметившись при этом результативностью.

## Статистика

### Матчи Беннике за сборную Дании
| Матчи Беннике за сборную Дании | Матчи Беннике за сборную Дании | Матчи Беннике за сборную Дании | Матчи Беннике за сборную Дании | Матчи Беннике за сборную Дании | Матчи Беннике за сборную Дании      |
| ------------------------------ | ------------------------------ | ------------------------------ | ------------------------------ | ------------------------------ | ----------------------------------- |
| №                              | Дата                           | Соперник                       | Счёт                           | Голы Беннике                   | Соревнование                        |
| 1                              | 30 сентября 1945               | Швеция                         | 1:4                            | —                              | Товарищеский матч                   |
| 2                              | 20 июня 1947                   | Чехословакия                   | 2:2                            | —                              | Товарищеский матч                   |
| 3                              | 11 декабря 1949                | Нидерланды                     | 1:0                            | —                              | Товарищеский матч                   |
| 4                              | 28 мая 1950                    | Югославия                      | 1:5                            | —                              | Товарищеский матч                   |
| 5                              | 22 июня 1950                   | Норвегия                       | 4:0                            | —                              | Чемпионат Северной Европы 1948—1951 |
| 6                              | 25 июня 1950                   | Норвегия                       | 1:4                            | —                              | Товарищеский матч                   |
| 7                              | 27 августа 1950                | Финляндия                      | 2:1                            | —                              | Чемпионат Северной Европы 1948—1951 |

Итого: 7 матчей / 0 голов; 3 победы, 1 ничья, 3 поражения.